# Cineuropa
Cineuropa ist ein von der Europäischen Union gefördertes Online-Filmmagazin.

## Konzept
Das seit 2002 bestehende Portal ist dem europäischen Kino gewidmet. Es wird von Creative Europe MEDIA kofinanziert, einem Programm der Europäischen Union zur Förderung der europäischen Film- und audiovisuellen Medienindustrie in den Mitgliedsstaaten der Europäischen Union und einigen assoziierenden Ländern.
Es handelt sich bei Cineuropa um das erste europäische Portal für Kino und audiovisuelle Medien in vier Sprachen. Das Magazin bietet neben einer Filmdatenbank und täglichen Nachrichten über aktuelle Filmprojekte, -festivals und -starts auch Filmkritiken.